# Съмър Рей
Даниел Моне (род. 28 ноември 1983) е американска професионална кечистка (дива), мениджър, модел, актриса и професионален играч по американски футбол. От 2010 до 2017 работи в WWE под името Съмър Рей (на английски: Summer Rae).

## В кеча
Завършващи хватки (Финишъри)
- Summer Crush (Inverted leg drop bulldog)
- Summer Solstice (Spinning heel kick)

Често използвани хватки (Сигначърс)
- Bodyscissors, понякога с опит за туш
- Corner foot choke
- Discus leg drop
- Guillotine choke DDT последвано от опит за туш или множество удари
- Hair-pull whip
- Hair-pull mat slam
- Indian deathlock
- Lotus lock, понякога с опит за туш
- Modified cobra clutch
- Kneeling rear mat slam
- Roll-up

Прякори
- Първата дама на NXT

Управлявал кечисти
- Ейбрахам Уашингтън
- Брад Мадокс
- Фанданго
- Деймиън Миздаун
- Русев
- Лейла
- Тайлър Брийз

Интро песни
- „So Cool“ (instrumental) от Kodeine (NXT/WWE; 2013 – 2014)
- „Rush of Power“ от CFO$ (20 февруари 2014–до наши дни)